# Tournoi d'ouverture du championnat du Paraguay de football 2014
Navigation
Tournoi précédent Tournoi suivant
Le tournoi d'ouverture de la saison 2014 du Championnat du Paraguay de football est le premier tournoi semestriel de la cent-quatrième saison du championnat de première division au Paraguay. La saison est scindée en deux tournois saisonniers qui délivrent chacun un titre de champion. Les douze clubs participants sont réunis au sein d'une poule unique où ils affrontent leurs adversaires deux fois, à domicile et à l'extérieur. Il n’y a ni promotion, ni relégation à l’issue du tournoi.
C'est le Club Libertad qui remporte le tournoi après avoir terminé en tête du classement final, avec quatre points d'avance sur Club Guaraní et dix-sept sur Cerro Porteño. C'est le dix-septième titre de champion du Paraguay de l'histoire du club.

## Qualifications continentales
Le vainqueur du tournoi Ouverture est qualifié pour la Copa Libertadores 2015.

## Les clubs participants
| - Club Libertad - Club Nacional - Cerro Porteño - Club Guaraní - Club Deportivo Capiatá - Club Sol de América | - Club Atlético 3 de Febrero - Promu de División Intermedia - Club Olimpia - Club Sportivo Luqueño - Club General Díaz - 12 de Octubre FC - Promu de División Intermedia - Club Rubio Ñu |

## Compétition
Le barème utilisé pour établir le classement est le suivant :
- Victoire : 3 points
- Match nul : 1 point
- Défaite : 0 point

### Classement
| Rang | Équipe                      | Pts | J  | G  | N  | P  | Bp | Bc | Diff |
| ---- | --------------------------- | --- | -- | -- | -- | -- | -- | -- | ---- |
| 1    | Club Libertad               | 50  | 22 | 15 | 5  | 2  | 41 | 17 | +24  |
| 2    | Club Guaraní                | 46  | 22 | 14 | 4  | 4  | 56 | 31 | +25  |
| 3    | Club Olimpia                | 33  | 22 | 9  | 6  | 7  | 32 | 26 | +6   |
| 4    | Cerro PorteñoT              | 31  | 22 | 8  | 7  | 7  | 49 | 38 | +11  |
| 5    | Club Sol de América         | 31  | 22 | 7  | 10 | 5  | 36 | 31 | +5   |
| 6    | Club Rubio Ñu               | 30  | 22 | 8  | 6  | 8  | 38 | 37 | +1   |
| 7    | Club Nacional               | 30  | 22 | 8  | 6  | 8  | 26 | 27 | -1   |
| 8    | Club Sportivo Luqueño       | 28  | 22 | 6  | 10 | 6  | 23 | 25 | -2   |
| 9    | Club Deportivo Capiatá      | 26  | 22 | 6  | 8  | 8  | 22 | 37 | -15  |
| 10   | Club General Díaz           | 19  | 22 | 4  | 7  | 11 | 19 | 34 | -15  |
| 11   | 12 de Octubre FCP           | 15  | 22 | 2  | 9  | 11 | 21 | 38 | -17  |
| 12   | Club Atlético 3 de FebreroP | 14  | 22 | 2  | 8  | 12 | 22 | 44 | -22  |

|  | Qualification pour la Copa Libertadores 2015         |
|  | T : Tenant du titre P : Promu de División Intermedia |

## Bilan de la saison
| Championnat du Paraguay de football 2014 |                           |
| Champion                                 | Club Libertad (17e titre) |
| Qualifications continentales             |                           |
| Copa Libertadores 2015                   | Club Libertad             |
| Promotions et relégations                |                           |
| Promus en Primera División               | Aucun                     |
| Relégués en División Intermedia          | Aucun                     |